# Jeferson Collazos
Jeferson Collazos (Padilla, Cauca, Colombia; 1 de diciembre de 1990) es un futbolista colombiano que juega como delantero y su equipo actual es Deportivo Moquegua de la Liga 2 de Perú.

## Trayectoria

### Inicios y debut en The Panthers FC
Comenzó en una escuela de fútbol del entrenador Walter Aristizabal en donde su buen nivel en los torneos Difutbol lo llevan a que el Atlético Nacional y el América de Cali quisiera contar con él.
Finalmente llega al América de Cali llegando a estar inscrito en la nómina profesional aunque nunca estuvo convocado a ningún partido oficial. Tras estar un año sin equipo decide emigrar a África, concretamente al exótico fútbol de Guinea Ecuatorial, dado que por un tema de fácil obtención de la nacionalidad varios colombianos estaban fichando con varios clubes de allí y hasta con la selección absoluta.
Jefferson se convirtió en el tercer futbolista colombiano en jugar en Guinea Ecuatorial al fichar con el The Panthers FC a sus 22 años, siendo compañero de Danny Quendambú y Fernelly Castillo. Al culminar la temporada lograron dar la vuelta olímpica en la Copa con un gol de él.

### Jaguares de Córdoba
Regresó a Colombia en el año 2014 fichando con el Jaguares de Córdoba. Con "Las Fieras del Sinú" sumo 30 partidios en los que anotó en 5 oportunidades celebrando el título de la Primera B 2014. Aunque fue suplente gran parte de la temporada de Harold Preciado (goleador de la misma) se caracterizó por su juego y sacrificio en cancha.

### Tampico Madero
El día 22 de enero del 2015 se confirma como el primer fichaje del Tampico Madero de México. Con el que estuvo hasta el final del año anotando 3 goles en 8 partidos.

### Academia Cantolao
El 1 de agosto de 2016 el Academia Cantolao de Perú lo ficha por 1 temporada. Anotó 9 goles en sus primeros 6 meses que le ayudarían al club a su ascenso a primera división.
Se estrenaría en el primera división en el Torneo de Verano con el que anotó 8 goles en 14 partidos siendo el goleador del torneo.

### UTC Cajamarca
A finales del 2017 firma por una temporada por Universidad Técnica de Cajamarca para disputar la Copa Sudamericana 2018 y el Campeonato Descentralizado 2018.

### Binacional
Para el 2019 ficha por el Deportivo Binacional para la Copa Sudamericana. Debutó en la victoria por 1-0 ante César Vallejo. Su primer gol lo hace en la goleada 3-0 ante Deportivo Municipal. Y también es el primer jugador que marca el primer gol del club en un torneo internacional en la derrota por 4-1 ante el Rey de Copas en la ida de la Copa Sudamericana.
El 2020 desciende de categoría con Atlético Grau.

### Seis equipos en la temporada 2021
Tras rescindir contrato en tres oportunidades: con Alianza Petrolera de Colombia (enero), el Real Potosí de Bolivia (febrero) y el Cusco FC de Perú (marzo), finalmente ficha para la temporada 2021 con en el Al Quwa Al Jawiya de Irak la primera semana del mes de abril. Luego de anotar 2 goles con este club en la Liga de Campeones de la AFC decide regresar al Perú. Para el mes de agosto es presentado increíblemente por quinta vez como nuevo refuerzo de un club, en esta oportunidad fue en el Santos FC donde disputa 8 partidos. Al finalizar el año comienza a realizar la pretemporada con el FAS de El Salvador.

### FAS
El 29 de diciembre de 2021 es presentado como el primer refuerzo del Club Deportivo FAS de El Salvador junto con su compatriota Bladimir Díaz para la temporada 2022.

## Clubes
| Club                       | País              | Año         |
| -------------------------- | ----------------- | ----------- |
| The Panthers               | Guinea Ecuatorial | 2013        |
| Jaguares de Córdoba        | Colombia          | 2014        |
| Tampico Madero             | México            | 2015        |
| Academia Cantolao          | Perú              | 2016 - 2017 |
| Univ. Técnica de Cajamarca | Perú              | 2018        |
| Deportivo Binacional       | Perú              | 2019        |
| Atlético Grau              | Perú              | 2020        |
| Al Quwa Al Jawiya          | Irak              | 2021        |
| Santos F. C.               | Perú              | 2021        |
| FAS                        | El Salvador       | 2022        |
| Real Sociedad              | Honduras          | 2023        |
| Inter de Barinas           | Venezuela         | 2023-2024   |
| Deportivo Coopsol          | Perú              | 2024        |
| Deportivo Moquegua         | Perú              | 2025-Act    |

## Estadísticas
Actualizado al último partido disputado el 23 de abril de 2023
| Club                              | Div.          | Temporada     | Liga  | Liga  | Copas nacionales | Copas nacionales | Copas internacionales | Copas internacionales | Total | Total |
| Club                              | Div.          | Temporada     | Part. | Goles | Part.            | Goles            | Part.                 | Goles                 | Part. | Goles |
| --------------------------------- | ------------- | ------------- | ----- | ----- | ---------------- | ---------------- | --------------------- | --------------------- | ----- | ----- |
| The Panthers Guinea Ecuatorial    | 1.ª           | 2013          | ?     | ?     | —                | —                | —                     | —                     | ?     | ?     |
| The Panthers Guinea Ecuatorial    | Total club    | Total club    | 0     | 0     | 0                | 0                | 0                     | 0                     | 0     | 0     |
| Jaguares de Córdoba · Colombia    | 2.ª           | 2014          | 25    | 5     | 5                | 0                | —                     | —                     | 30    | 5     |
| Jaguares de Córdoba · Colombia    | Total club    | Total club    | 25    | 5     | 5                | 0                | 0                     | 0                     | 30    | 5     |
| Tampico Madero · México           | 2.ª           | 2015          | 9     | 3     | —                | —                | —                     | —                     | 9     | 3     |
| Tampico Madero · México           | Total club    | Total club    | 9     | 3     | 0                | 0                | 0                     | 0                     | 9     | 3     |
| Academia Cantolao · Perú          | 2.ª           | 2016          | 14    | 9     | —                | —                | —                     | —                     | 14    | 9     |
| Academia Cantolao · Perú          | 1.ª           | 2017          | 41    | 11    | —                | —                | —                     | —                     | 41    | 11    |
| Academia Cantolao · Perú          | Total club    | Total club    | 55    | 0     | 0                | 0                | 0                     | 0                     | 55    | 20    |
| Univ. Técnica de Cajamarca · Perú | 1.ª           | 2018          | 29    | 4     | —                | —                | 2                     | 0                     | 31    | 4     |
| Univ. Técnica de Cajamarca · Perú | Total club    | Total club    | 29    | 4     | 0                | 0                | 2                     | 0                     | 31    | 4     |
| Deportivo Binacional · Perú       | 1.ª           | 2019          | 22    | 7     | 3                | 0                | 1                     | 1                     | 26    | 8     |
| Deportivo Binacional · Perú       | Total club    | Total club    | 22    | 7     | 3                | 0                | 1                     | 1                     | 26    | 8     |
| Atlético Grau · Perú              | 1.ª           | 2020          | 27    | 11    | 2                | 0                | 2                     | 0                     | 31    | 11    |
| Atlético Grau · Perú              | Total club    | Total club    | 27    | 11    | 2                | 0                | 2                     | 0                     | 31    | 11    |
| Al Quwa Al Jawiya · Egipto        | 1.ª           | 2021          | —     | —     | —                | —                | 4                     | 2                     | 4     | 2     |
| Al Quwa Al Jawiya · Egipto        | Total club    | Total club    | 0     | 0     | 0                | 0                | 4                     | 2                     | 4     | 2     |
| Santos F. C. · Perú               | 2.ª           | 2021          | 8     | 0     | —                | —                | —                     | —                     | 8     | 0     |
| Santos F. C. · Perú               | Total club    | Total club    | 8     | 0     | 0                | 0                | 0                     | 0                     | 8     | 0     |
| C. D. FAS · El Salvador           | 1.ª           | 2021-22       | 15    | 3     | —                | —                | —                     | —                     | 15    | 3     |
| C. D. FAS · El Salvador           | Total club    | Total club    | 15    | 3     | 0                | 0                | 0                     | 0                     | 15    | 3     |
| Real Sociedad Honduras            | 1.ª           | 2022-23       | 10    | 2     | —                | —                | —                     | —                     | 10    | 2     |
| Real Sociedad Honduras            | Total club    | Total club    | 10    | 2     | 0                | 0                | 0                     | 0                     | 10    | 2     |
| Hermanos Colmenárez · Venezuela   | 1.ª           | 2023          | —     | —     | —                | —                | —                     | —                     | 0     | 0     |
| Hermanos Colmenárez · Venezuela   | Total club    | Total club    | 0     | 0     | 0                | 0                | 0                     | 0                     | 0     | 0     |
| Total carrera                     | Total carrera | Total carrera | 200   | 35    | 10               | 0                | 9                     | 3                     | 219   | 38    |

## Palmarés

### Torneos cortos
| Título          | Club                 | País | Año  |
| --------------- | -------------------- | ---- | ---- |
| Torneo Apertura | Deportivo Binacional | Perú | 2019 |

### Campeonatos nacionales
| Título                    | Club                 | País              | Año  |
| ------------------------- | -------------------- | ----------------- | ---- |
| Copa Guinea Ecuatorial    | The Panthers         | Guinea Ecuatorial | 2013 |
| Categoría Primera B       | Jaguares de Córdoba  | Colombia          | 2014 |
| Segunda División del Perú | Academia Cantolao    | Perú              | 2016 |
| Liga 1                    | Deportivo Binacional | Perú              | 2019 |
| Supercopa Peruana         | Atlético Grau        | Perú              | 2020 |

### Distinciones individuales
| Distinción                                                    | Año  |
| ------------------------------------------------------------- | ---- |
| Goleador del Torneo de Verano con Academia Cantolao (8 goles) | 2017 |